# Don't Wanna Let You Go
Don't Wanna Let You Go è un singolo della boy band britannica Five, pubblicato nel 2000 ed estratto dall'album Invincible.

## Tracce
- CD 1 (UK)

1. Don't Wanna Let You Go (Radio Edit) - 3:17
2. Battlestar (Single Remix) - 4:07
3. Don't Wanna Let You Go (Video) - 3:18

- CD 2 (UK)

1. Don't Wanna Let You Go (Radio Edit) - 3:17
2. Don't Wanna Let You Go (Biffco Extended Mix) - 4:41
3. Interview Request Line - 3:41

## Video
Il videoclip della canzone è stato diretto da Cameron Casey ed è ispirato al film Matrix.